# Darren Morningstar
Darren Troy Morningstar (* 22. April 1969 in Stevenson, Washington) ist ein US-amerikanischer Basketballspieler. Er spielte auf der Position des Center. Nachdem er ein Jahr in der NBA gespielt hatte, spielte er bei verschiedenen Vereinen auf der ganzen Welt. Im Jahr 1998 beendete er seine Karriere.

## College
Morningstar besuchte die Stevenson Highschool in Stevenson. Im Jahre 1987 ging er dann auf die United States Naval Academy. Dort bestritt er nur fünf Spiele und machte durchschnittlich 12,2 Punkte pro Spiel. 1988  wechselte er auf die University of Pittsburgh. Das brachte ihm eine einjährige Sperre ein. Danach spielte er drei Saisons lang für die Pittsburgh Panthers. Dabei erreichte er dreimal das NCAA-Tournament. Im Jahre 1992 erhielt er das NCAA-Aufbaustipendium sowie den Titel des Big East Student-Athlete of the Year.

## NBA
Darren Morningstar wurde 1992 von den Boston Celtics an 47. Stelle gedraftet, wurde aber direkt zu den Utah Jazz getradet. Die verließ er aber nach nur einem Spiel und wechselte kurzzeitig zu den Fargo-Moorhead Fever. Später in der Saison 1993–94 wurde er dann aber nochmal von den Dallas Mavericks verpflichtet.

## Internationale Karriere
Nach seiner kurzen NBA-Karriere spielte er dann zunächst in Murcia/Spanien. Danach wechselte er kurzzeitig nach Argentinien, kehrte nach einem Jahr jedoch wieder zurück nach Spanien und spielte dann in Manresa. Morningstar verbrachte daraufhin zwei Jahre in Italien, wo er in Treviso und in Neapel spielte. Kurz vor seinem Karriere-Ende spielte er knapp zwei Jahre in Puerto Rico, bevor er dann seine Karriere bei den Grand Rapids Hoops in den USA beendet hat.

## Coach
Darren Morningstar trainierte kurzzeitig die Tampa Bay Windjammers. Dabei hatte er aber wenig Erfolg.